# 금동미륵보살반가사유상 (보물 제643호)
금동미륵보살반가사유상(金銅彌勒菩薩半跏思惟像)은 서울특별시 용산구에 있는 보살상이다. 1978년 12월 7일 대한민국의 보물 제643호로 지정되었다.

## 개요
금동미륵보살반가사유상(金銅彌勒菩薩半跏思惟像)은 현재 경기도 용인의 호암미술관에 전시되어 있는 높이 11.1cm의 작은 금동불이다.
머리에는 산봉우리 모양의 삼산관(三山冠)을 쓰고 있는데, 봉우리가 거의 동일선상에 있어서 주목된다. 머리카락은 2가닥으로 길게 늘어져 양 어깨를 덮고 있으며 얼굴은 몸에 비해 큰 편으로 고개를 약간 숙인 채 미소를 머금고 있다. 목 부분이 표현되지 않아 약간은 투박한 느낌을 주고 있다.
상체에는 옷을 걸치고 있지 않으며 치마가 가슴 부근까지 올라와 있다. 옷자락은 굵은 주름으로 표현되어 대좌(臺座) 아래까지 넓게 퍼져 있으며 앞면은 물론 불상의 뒷면에까지 표현되어 있다. 일반적인 반가상(半跏像)의 형식대로 오른쪽 다리를 왼쪽 다리 위에 포개고 오른쪽 팔꿈치를 오른쪽 무릎에 대어 오른손을 볼에 가볍게 대고 있는 모습이다. 두 팔목에는 두꺼운 팔찌가 있고 늘어뜨린 왼발 밑에는 연꽃무늬가 새겨진 발받침대가 따로 마련되어 있다.
조각수법이 뛰어나지 않고 표현기법도 그다지 세련되지 않았으나 고식(古式)의 반가상 양식을 지니고 있다. 작은 몸에 비해 얼굴이 크고 허리가 굵으며 상체를 강조한 점 등은 중국의 제나라, 주나라의 양식과 통하므로, 6세기 후반경의 작품으로 추정된다. 특히 경상남도에서 출토되었다는 점을 감안할 때 신라시대에 만들어진 작품일 가능성이 높다. 

## 참고 자료
- 금동미륵보살반가사유상 - 국가유산청 국가유산포털